# ウィリアム・クリスティ
ウィリアム・リンカーン・クリスティ（William Lincoln Christie, 1944年12月19日 - ）は、アメリカ合衆国出身のチェンバロ奏者、指揮者。

## 人物・業績
ニューヨーク州バッファロー生まれ。建築家の息子である彼は、13歳から18歳まで母親の指揮する声楽の小アンサンブルに参加していた。両親にピアノと歌を習わせてもらっていたが、祖母の影響でフランスのバロック音楽に興味を持つようになった。きっかけはフランソワ・クープランのオルガン作品のディスクだった。また、幼少期には両親と一緒にヨーロッパ諸国を旅行したこともある。当初ウィリアムは医者になろうと考えていた。しかし、次第に美術に惹かれていき、1962年にハーバード大学に入学して美術史を修めた後、1966年に卒業した。一方でチェンバロに情熱を燃やした。ウィリアム・クリスティはイェール大学で勉強を続け、1966年から1970年にかけてラルフ・カークパトリックにこの楽器を師事、ケネス・ギルバートがそれに続いた。ベトナム戦争のために陸軍に入隊する事なく、1968年には予備役の訓練プログラムに参加しなければならなかった。ダートマス大学で教鞭をとる事になったが、1970年5月4日のケント州立大学銃撃事件で状況は一変した。ユネスコ音楽大使ジョン・エバーツの推薦でアメリカを離れ、BBC交響楽団に入団。
1970年代に活動拠点をヨーロッパに移した。ルネ・ヤーコプスのコンチェルト・ヴォーカレのコンティヌオ奏者を務めた。1979年にはフランスで創設した声楽・器楽アンサンブル レザール・フロリサンを率い、それまで上演機会の無かったフランスのバロック・オペラを優れた演奏で復活させた。　ヘンデルやモーツァルトもレパートリーに含まれている。

## 教育活動
1982年から1995年までパリ音楽院の教授を務め、マスタークラスやアカデミーに参加するなど、教育の分野でも積極的な役割を果たしている。2002年には、カーンに若手歌手のための2年に一度のアカデミー「Jardin des Voix」を創設した。 2007年からはジュリアード音楽院と提携し、古楽器演奏のマスタークラスを提供している。

## レパートリー
クリスティは、グループの中核となるフランス音楽のレパートリーから幅を広げ、ヘンリー・パーセル、ジョージ・フレデリック・ヘンデル、ヴォルフガング・アマデウス・モーツァルトを演奏している。グラインドボーン音楽祭の客演指揮者を務め、チューリッヒ歌劇場やリヨン国立オペラでも公演を行っている。また、ベルリン・フィルハーモニー管弦楽団など、現代アンサンブルとの演奏も指揮している。

## 録音・音楽について
フランスのエラート、ハルモニア・ムンディなどのレーベルに録音多数。